# Портрет (фильм, 1915)
«Портрет» — немой среднеметражный чёрно-белый фильм Владислава Старевича по одноимённой повести Гоголя. Для любой зрительской аудитории.

## Сюжет

### Сюжет всего фильма
Бедный художник Чартков на последние гроши покупает в лавке поразивший его портрет старого ростовщика. Дома он проводит беспокойную ночь, и видит странный сон: старик оживает, выходит из картины и, достав мешок с деньгами, начинает их пересчитывать. Один из кульков падает на пол, и Чартков незаметно подбирает его и прячет под подушку. Утром проснувшийся художник обнаруживает портрет старика на стене, а у себя в руках — кулёк с золотыми монетами. С этого момента его жизнь круто изменилась, он стал модным портретистом, живёт в роскошной квартире, имеет большую мастерскую, от заказов отбоя нет… Проходит время. Однажды на выставке Чартков видит чудесный портрет христианки, написанный в Италии известным русским художником, и понимает, что погубил свой талант. Он начинает скупать известные произведения живописи и от зависти уничтожать их. Среди истерзанных картин он и умирает в припадке безумия.

### Сюжет сохранившегося фрагмента
В сохранившемся фрагменте первой части мы видим, как Чартков покупает в лавке старьёвщика портрет старика. Дома он вешает его на стену и ложится спать. Что-то тревожит Чарткова и тот никак не может заснуть, тогда он занавешивает портрет и засыпает. После этого старик вылезает из портрета и начинает пересчитывать деньги… В «Аннотированном каталоге сохранившихся фильмов…» также говорится, что «Из снятой второй части повести, в которой излагается история жизни ростовщика в екатерининские времена и история его портрета, приносившего людям несчастья, сохранилось несколько сцен и кадров:
1. Крупный план (по грудь) старика-ростовщика.
2. В лавку ростовщика приходит женщина, чтобы заложить шкатулку с фамильными драгоценностями, она вынуждена это сделать за ничтожные деньги.
3. После её ухода ростовщик с наслаждением разглядывает только что обретённые драгоценности.
4. Ростовщик приходит к знаменитому художнику и просит того написать его портрет (этой сцены нет во втором позитиве, в котором нет и надписей).
5. Ростовщик в своей подвальной лавке. На стене висит его портрет.
6. Крупный план портрета ростовщика».

### Интересные факты
Согласно исследователю дореволюционного кино Вениамину Вишневскому, сюжет повести был значительно изменён и переработан.

## Критика
«Инсценировать удалось лишь голую фабулу, вся сложность психологического сюжета осталась незатронутой, и жуткость произведения в постановке отсутствует; вообще же постановка недурная, бытовые детали соблюдены; картина может служить иллюстрацией к повести.»

Кино-бюллетень, 1918

## Художественная группа
- Режиссёр и оператор: Владислав Старевич

### В ролях
- Андрей Громов — художник Чартков
- Иван Лазарев — ростовщик
- В. Васильев

Студия: «Ателье В. Старевича».
Прокат Скобелевского комитета.

## Интересные факты
- Метраж фильма — 1200 метра, количество частей — 3.
- Из 44-х минут сохранилось только 22 и без надписей (по другим сведениям, сохранилось 2 первые части[1]).
- Выпуск на экран — 10 ноября 1915.